# Grenoble Challenger 2008
Il Grenoble Challenger 2008 è stato un torneo di tennis facente parte della categoria ATP Challenger Series nell'ambito dell'ATP Challenger Series 2008. Il torneo si è giocato a Grenoble in Francia dal 22 al 28 settembre 2008 su campi in cemento indoor e aveva un montepremi di $50 000+H.

## Vincitori

### Singolare
Kristof Vliegen ha battuto in finale  Alexandre Sidorenko con il punteggio di 6–4, 6–3

### Doppio
Martin Fischer /  Philipp Oswald hanno battuto in finale  Niels Desein /  Dick Norman con il punteggio di 6(5)–7, 7–5, [10–7]